# مارک ویلسون
مارک ویلسون (به انگلیسی: Mark Wilson) (زاده ۱۹۶۶) کارآفرین، بازرگان و مدیر ارشد اجرایی نیوزیلندی است، که در حال حاضر به‌عنوان مدیر عامل اجرایی شرکت آویوا فعالیت می‌کند.